# El Marsa (distrito)
El Marsa é um distrito localizado na província de Chlef, Argélia, e cuja capital é a cidade de mesmo nome, El Marsa.[carece de fontes?]

## Municípios
O distrito está dividido em duas comunas:
- El Marsa
- Moussadek